# Kiekrz (Poznań)
Kiekrz is een plaats in het Poolse woiwodschap Groot-Polen. De plaats maakt deel uit van de gemeente en stadsdistrict Poznań.

## Vervoer

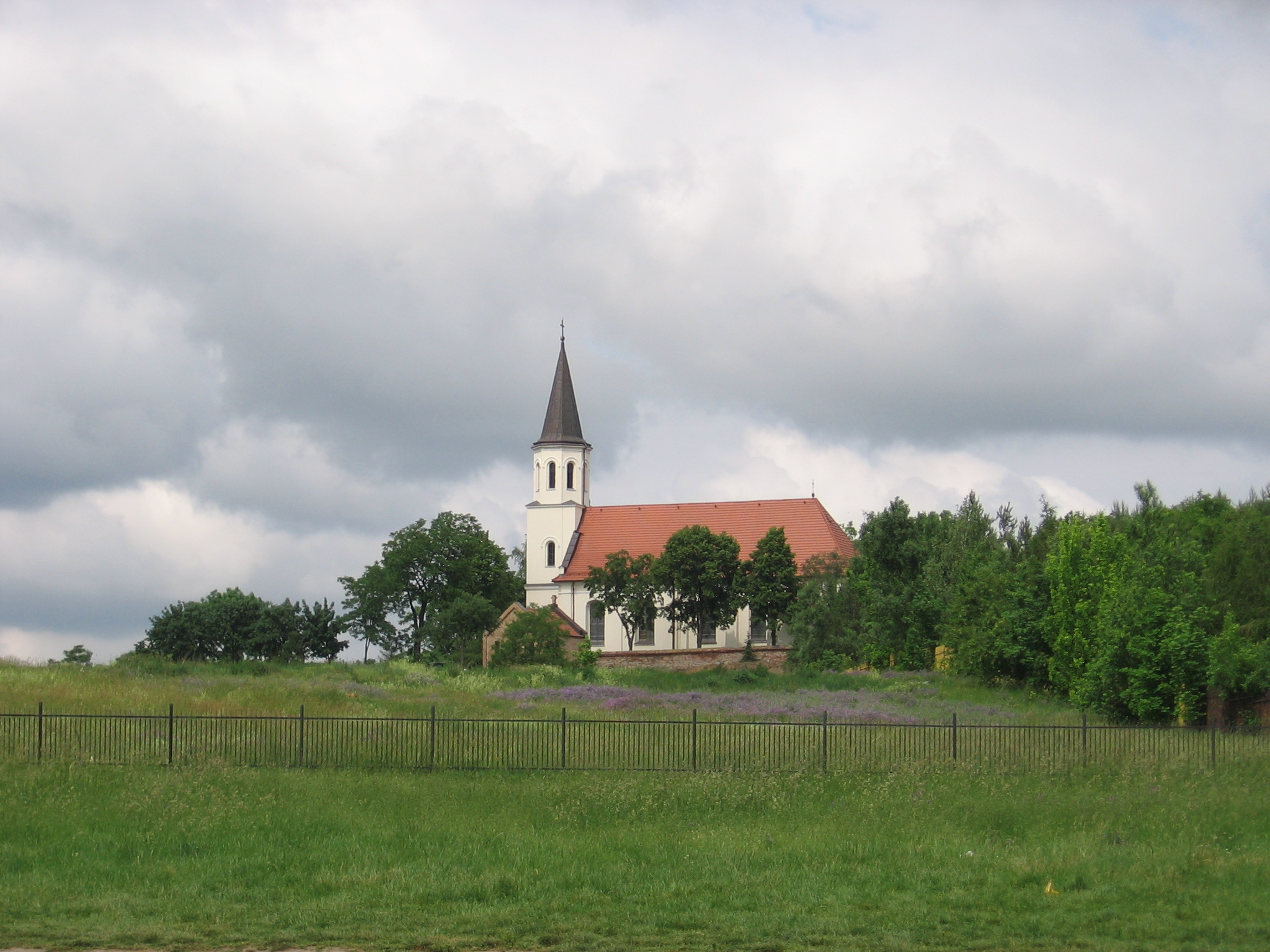
Kerk in Kiekrz
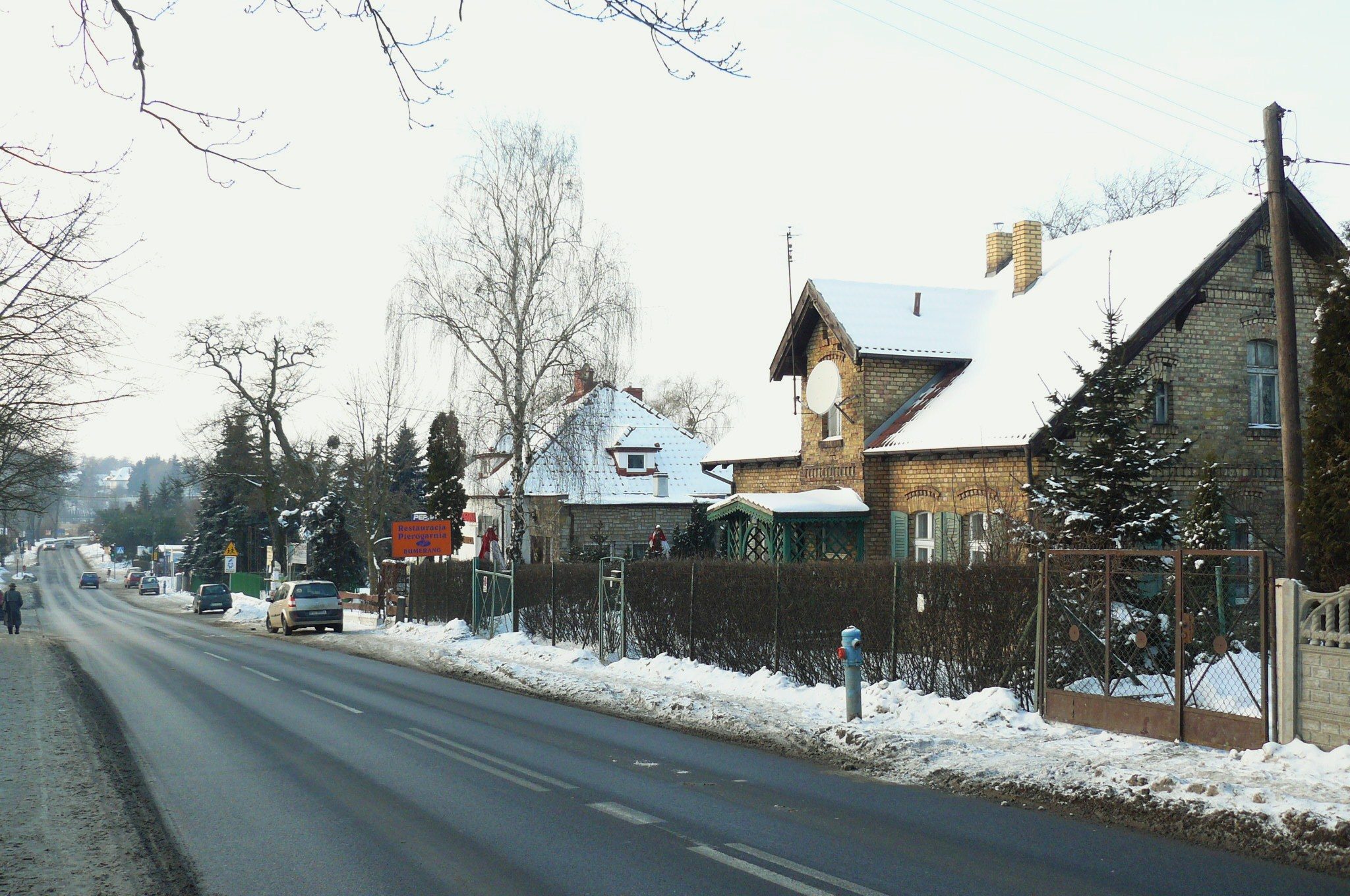
Hoofdstraat in Kiekrz
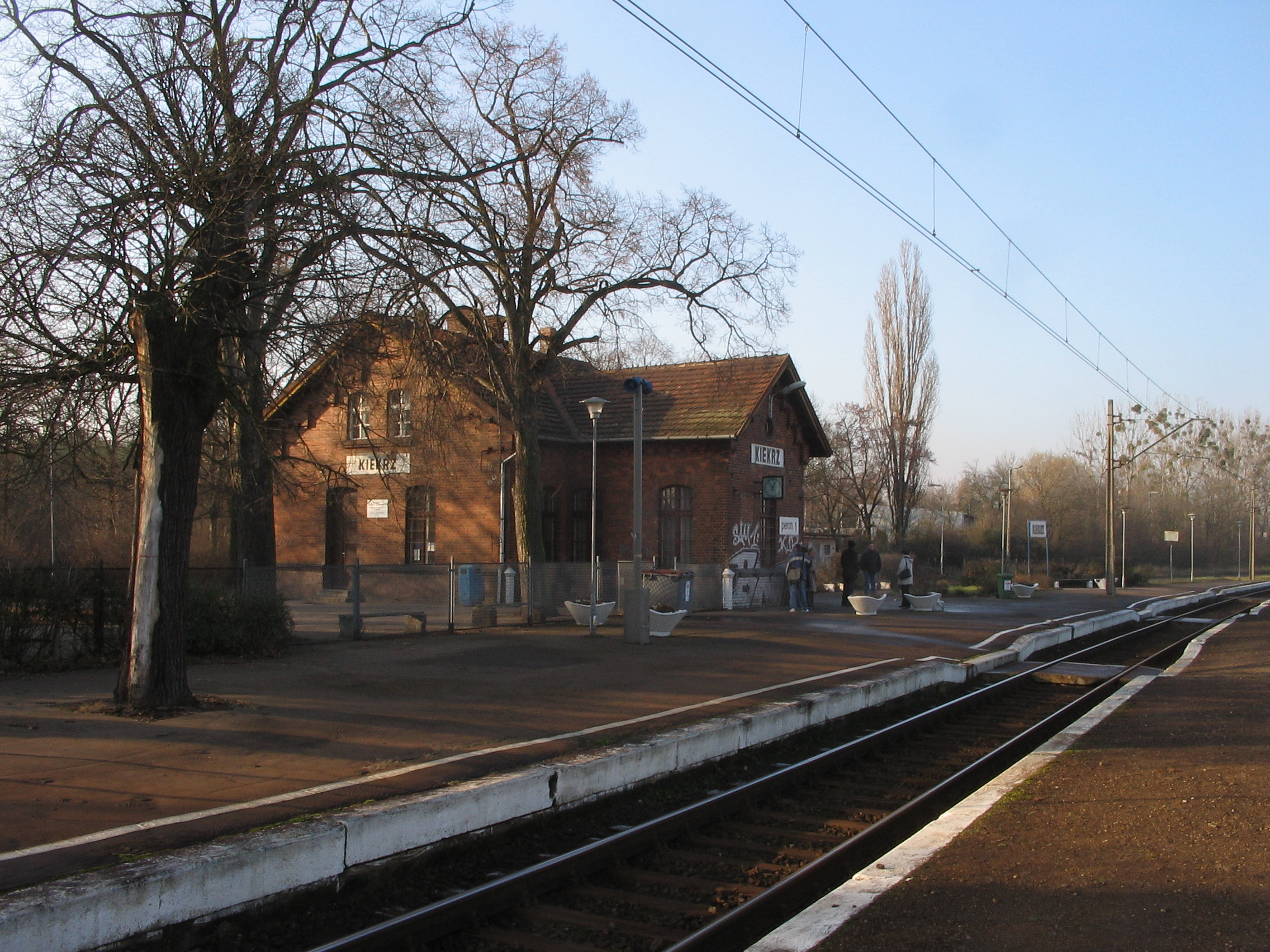
Station Kiekrz ligt op de verbinding Poznań-Szczecin.

## Sport en recreatie
Iets westelijk van deze plaats loopt de Europese wandelroute E11. De E11 loopt van Den Haag naar het oosten, op dit moment de grens Polen/Litouwen. Ter plaatse is de route niet gemarkeerd.